# 单酸甘油酯

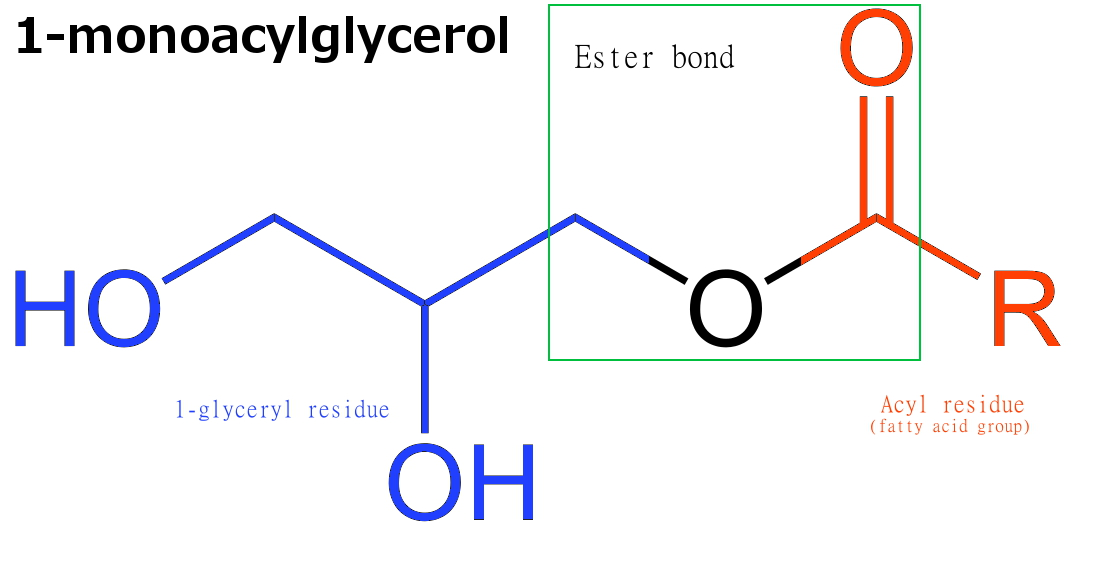
1-单酸甘油酯的结构

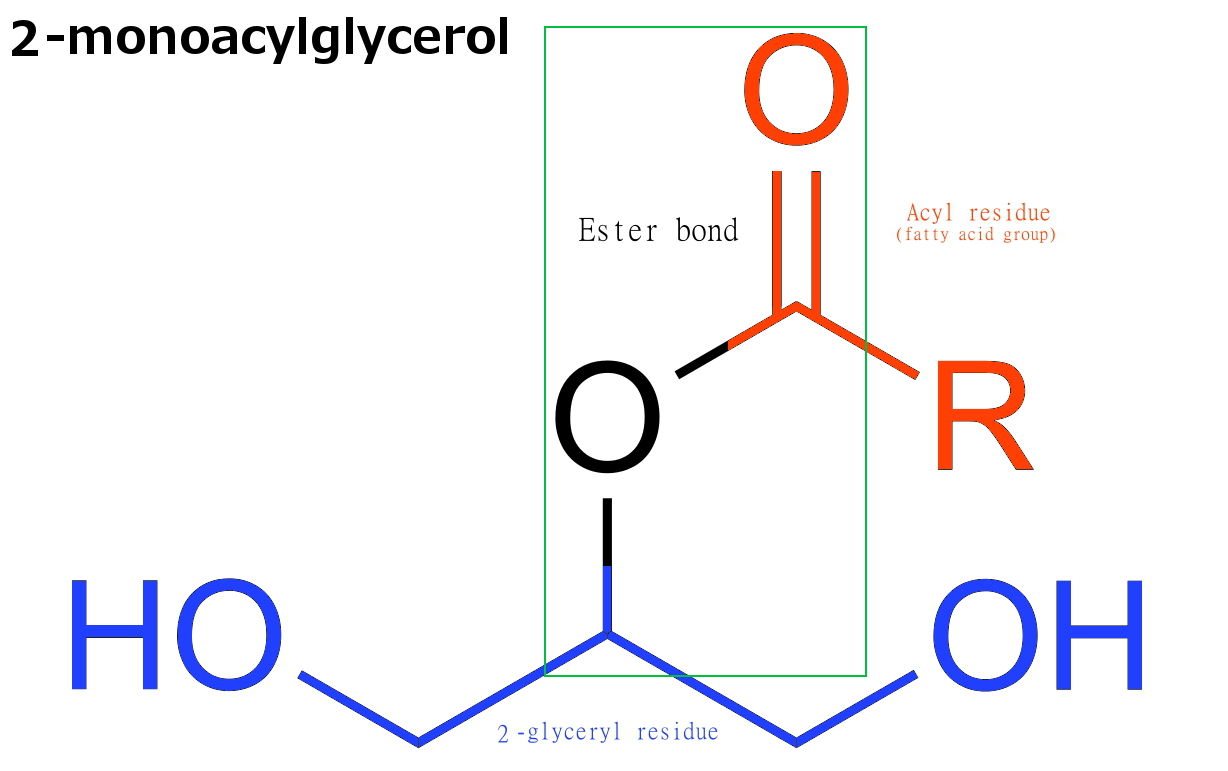
2-单酸甘油酯的结构

单酸甘油酯（英語：monoglyceride）又称单甘油酯、甘油单酯，旧称“酰基甘油”（acylglycerol）、“单酰基甘油”（monoacylglycerol），是由单个脂肪酸链和一个甘油分子通过酯键形成的甘油酯，根据形成酯键的羟基的不同，可分为：1-单酸甘油酯和2-单酸甘油酯。

## 例子

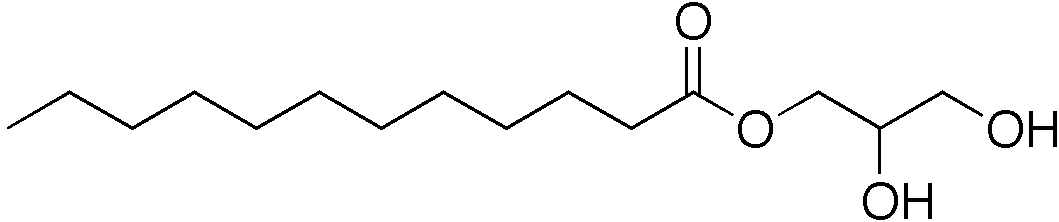
月桂酸甘油酯，常用于化妆品和食品添加剂
1-单硬脂酸甘油酯，一般用于日用化学品
羟基硬脂酸甘油酯，用于多种化妆品和护肤品。